# Ervidel
Ervidel es una freguesia portuguesa del concelho de Aljustrel, con 38,71 km² de área y 1309 habitantes (2001), pero en el referéndum sobre el aborto de 2007 había 1137 potenciales votantes. Densidad de población: 33,8 hab/km².